# Ugandatrichia cyanotrichia
Ugandatrichia cyanotrichia är en nattsländeart som först beskrevs av Douglas E. Kimmins 1951.  Ugandatrichia cyanotrichia ingår i släktet Ugandatrichia och familjen smånattsländor. Inga underarter finns listade i Catalogue of Life.